# 深澤めぐみ
深澤 めぐみ（ふかざわ めぐみ、2003年4月17日 - ）は、日本の女子バレーボール選手である。

## 来歴
神奈川県横浜市出身。深澤つぐみは双子の妹であり、一緒にテレビで日本代表の試合を観て関心を持ち、小学1年生から同時にバレーボールを始める。
2019年、つぐみと共に就実高等学校に進学。2021年1月、全日本高等学校選手権大会（春高バレー）で優勝を果たし、2年生ながら最優秀選手賞を受賞した。3年生になり、同年夏、全国高等学校総合体育大会（インターハイ）で準優勝し、優秀選手賞を受賞。そして、2022年1月、春高バレーの連覇に貢献し、2年連続の最優秀選手賞を受賞した。
2021/22シーズン、V.LEAGUE DIVISION1 WOMEN（V1女子）に所属する久光スプリングスの内定選手となった。内定選手としてV1女子の試合に出場し、Vリーグデビューを果たした。
2022年、高校卒業後に、久光スプリングスに入団した。同年7月、アジアU20選手権の日本代表につぐみと共に選出され、試合にも出場。金メダルを獲得した。
2022-23シーズン、V1女子の開幕戦でトヨタ車体クインシーズに敗れた翌日の試合（同じくトヨタ車体戦）でスタメンに抜擢され、24得点の活躍でチームの勝利に貢献した。
2023-24シーズンより、久光スプリングスでの背番号が22から12に変更となった。
2025年、日本代表登録メンバーに初選出された。

## 球歴
- U20日本代表
  - アジアU20選手権 - 2022年
- 日本代表（2025年）
  - ネーションズリーグ - 2025年

## 人物
- つぐみとは小学校から高校まで同じチームでプレーしていたが、高校卒業後は、つぐみは東レアローズに入団したため別々のチームとなった[10]。

## 所属チーム
- 就実高等学校（2019-2022年）
- 久光スプリングス/SAGA久光スプリングス（2022年-）

## 受賞歴
- 2021年 - 第73回全日本高等学校選手権大会 最優秀選手賞
- 2021年 - 全国高等学校総合体育大会 優秀選手賞
- 2022年 - 第74回全日本高等学校選手権大会 最優秀選手賞